# Apechoneura paraguayensis
Apechoneura paraguayensis là một loài tò vò trong họ Ichneumonidae.